# 우에노 요스케
우에노 요스케(일본어: 上野 瑶介, 1998년 10월 9일~)는 일본의 축구 선수이다.

## 구단 경력
그는 2021년 일본 풋볼 리그의 소니 센다이 FC에 입단했다. 2023년까지 73경기에 출전하여, 17득점을 넣었다. 2024년 J3리그의 테게바자로 미야자키로 이적했다. 8월 일본 풋볼 리그의 베어틴 미에로 이적했다. 2025년 오키나와 SV로 이적했다.